# Nationale Bank van België
De Nationale Bank van België (NBB) (Frans: Banque nationale de Belgique, Duits: Belgische Nationalbank) is sinds haar oprichting in 1850 de centrale bank van België. De Bank is belast met opdrachten van algemeen belang, waarbij monetaire stabiliteit centraal staat. De organen van de Bank zijn de gouverneur, het Directiecomité (zes leden), de Regentenraad (de gouverneur, de directeurs en veertien regenten), de Sanctiecommissie en het Afwikkelingscollege.
Sinds de invoering van de euro is de Nationale Bank van België lid van het Eurosysteem, waarvan de Europese Centrale Bank in Frankfurt het centrum is.
De hoofdzetel van de Nationale Bank is gevestigd aan de Berlaimontlaan in Brussel.
Sinds 2 januari 2019 is Pierre Wunsch gouverneur van de Nationale Bank van België. Hij is de opvolger van Jan Smets.

## Taken
- Zoals vastgelegd in het Verdrag betreffende de werking van de Europese Unie, is de belangrijkste doelstelling van het Eurosysteem de prijzen stabiel houden. Als onderdeel van dit Eurosysteem moet de NBB het monetaire beleid mee uitstippelen en uitvoeren.
- De Bank moet financiële stabiliteit verzekeren en toezicht houden op het financiële systeem van België (banken, verzekeringsmaatschappijen, beursvennootschappen, betalingsinstellingen).
- De Bank moet veilige bankbiljetten en efficiënte betaalsystemen waarborgen.
- De Bank verzamelt en verstrekt economische en financiële data en voert analyses uit.

Gezien haar takenpakket heeft de Nationale Bank, naast haar lidmaatschap van het Eurosysteem, nog talrijke andere internationale taken:  
- De NBB heeft een actieve rol in internationale samenwerking (zoals in het kader van het Internationaal Monetair Fonds, de Bank voor Internationale Betalingen, de Organisatie voor Economische Samenwerking en Ontwikkeling, de Europese Unie en de Wereldhandelsorganisatie).
- De NBB geeft dienstverlening aan centrale banken, in de vorm van reserverebeheersdiensten aan landen, centrale banken of monetaire autoriteiten en internationale organisaties.
- De NBB geeft als centrale bank dienstverlening aan de financiële sector, bijvoorbeeld aan kredietinstellingen. Voorbeelden van diensten zijn het effectenvereffeningsstelsel (NBB-SSS) en de TARGET Services, die het vrij verkeer van geld, effecten en onderpand over heel Europa verzekert.

De Nationale Bank heeft bovendien een aantal taken in opdracht van de Belgische Staat:
- De Bank geeft dienstverlening aan de Staat. Zo centraliseert ze als Rijkskassier de inkomsten en uitgaven van de federale staat op de rekening die de Belgische Schatkist heeft bij de Nationale Bank.
- Ook de Balanscentrale, die de neergelegde jaarrekeningen van rechtspersonen verzamelt en verspreidt, wordt door de NBB beheerd.
- In opdracht van de overheid is de Bank verantwoordelijk voor alle kredietregistratie in België. Dit gebeurt via het Centraal Aanspreekpunt en ondernemingen die kredieten en eventuele wanbetalingen registreert.

De NBB verleent verder ook een waaier van diensten aan het grote publiek. Zo kan de bevolking oude of beschadigde biljetten en munten omwisselen, het gespecialiseerd documentatiebestand (de voormalige bibliotheek) van de Bank raadplegen of een bezoek brengen aan het museum. Daarnaast is de NBB ook verantwoordelijk voor de betaling van alle betaalbare coupons en effecten van de overheidsschuld op de vervaldag.

## Publicaties
De Nationale Bank speelt een belangrijke rol bij het verzamelen, opstellen, analyseren en verspreiden van economische en financiële informatie. De Bank probeert haar statistieken en studies zo ruim en snel mogelijk te verspreiden, onder andere in de vorm van het Economisch en Statistisch tijdschrift. Het Economisch Tijdschrift, waarvan de eerste uitgave dateert van juni 1926, verschijnt sinds 2019 in het Engels, met een samenvatting in het Nederlands en het Frans. Het tijdschrift kan gratis gedownload worden.
Daarnaast publiceert de Bank een jaarverslag in twee afzonderlijke delen. Het ene deel handelt over de nationale en internationale economische en financiële ontwikkelingen en wordt traditioneel in de loop van de maand februari gepubliceerd. Het andere deel, over de jaarrekening van de Nationale Bank en haar activiteiten als onderneming, wordt naar aanleiding van de jaarlijkse Algemene Vergadering van de aandeelhouders in de loop van de lente uitgebracht. De Bank organiseert telkens een roadshow doorheen het land om haar financieel-economisch jaarverslag te presenteren. Dit gebeurt in de maanden februari en maart.
Verder publiceert de Bank, meestal tijdens de maand juni, ook het Financial Stability Report. In deze publicatie, die de Bank uitgeeft in haar rol als toezichthouder op de financiële sector, geeft de NBB een overzicht van de uitdagingen en potentiële risico’s voor deze sector.

## Kapitaal en aandeelhoudersstructuur
De Nationale Bank van België is gestructureerd als een naamloze vennootschap. Het maatschappelijk kapitaal van de vennootschap bedraagt 10 miljoen euro. De helft van de 400.000 aandelen is in handen van de Belgische Staat. De andere helft van het kapitaal wordt vrij verhandeld op Euronext-Brussel onder de ticker-code "BNB". 
Er zijn al jarenlang discussies tussen die kleine aandeelhouders en de overheid. Die kleine aandeelhouders klagen aan dat de overheid stelselmatig grotere dividenden krijgt en ze protesteren daarbij tegen enkele wettelijk vastgelegde regels van het dividendenbeleid.

## Geschiedenis
De Nationale Bank is een instelling van algemeen belang en werd in 1850, twintig jaar na het ontstaan van het Koninkrijk België, opgericht als naamloze vennootschap door minister Frère-Orban. De Bank heeft echter niet als voornaamste doel haar aandeelhouders financiële winst te bezorgen, maar oefent publieke opdrachten uit die haar wettelijk zijn toevertrouwd. De NBB heeft daarom een specifiek en uniek statuut, dat vastgelegd is in een organieke wet en haar de nodige zelfstandigheid garandeert. Haar specifieke rechtsvorm, organen en werkingsregels onderscheiden haar dus fundamenteel van andere naamloze vennootschappen en klassieke overheidsbedrijven.
In de loop van de jaren is het takenpakket van de Nationale Bank meermaals gewijzigd. Zo is de NBB geëvolueerd van emissie- en discontobank tot stichtend lid van het Eurosysteem. De Bank maakt sinds 1 januari 1999 deel uit van het Europees Stelsel van Centrale Banken (ESCB). Zowel de Belgische als de Europese wetgever hebben haar opdrachten van algemeen belang toevertrouwd.
De financiële crisis van 2007-2008 toonde de noodzaak aan om de organisatie van het toezicht op de financiële sector te verbeteren. De NBB is na de daaropvolgende hervormingen zowel verantwoordelijk voor het toezicht op individuele financiële instellingen, het zogenaamde microprudentieel toezicht, als voor het macroprudentieel toezicht. Dat is het toezicht op de goede werking van het financieel stelsel als geheel. Het Gemeenschappelijk Toezichtmechanisme (SSM) is sinds november 2014 van start gegaan, waarbij de ECB bevoegd is voor het toezicht op de grootste banken in Europa. 
De drukkerij van de Nationale Bank is sinds augustus 2020 gesloten. De Bank drukt sindsdien zelf geen eurobiljetten meer. Na de ontmanteling heeft de NBB haar drukkerijgebouw verkocht. 
De NBB was ook lid van de Economic Risk Management Group (ERMG), die de economische gevolgen van de coronapandemie voor België in kaart moest brengen en bestrijden.
De Bank telde eind 2020 1680 voltijdse werknemers. De afgelopen jaren deden de vele pensioneringen en indienstnemingen de gemiddelde leeftijd van de werknemers afnemen.
De laatste jaren levert de NBB ook extra inspanningen om meer naar buiten te treden als maatschappelijk verantwoorde en inclusieve organisatie. Zo bevatte het ondernemingsverslag van 2020 voor de eerste keer een uitgebreid hoofdstuk over Corporate Social Responsibility (CSR), waarin onder andere dieper wordt ingegaan op de acties die de NBB onderneemt op het vlak van duurzaamheid en klimaat.

### Gouverneurs NBB
- François de Haussy (1850-1869)
- Eugène Prévinaire (1870-1877)
- André-Eugène Pirson (1877-1881)
- Alexandre Jamar (1882-1888)
- Eugène Anspach (1888-1890)
- Victor Van Hoegaerden (1891-1905)
- Théophile de Lantsheere (1905-1918)

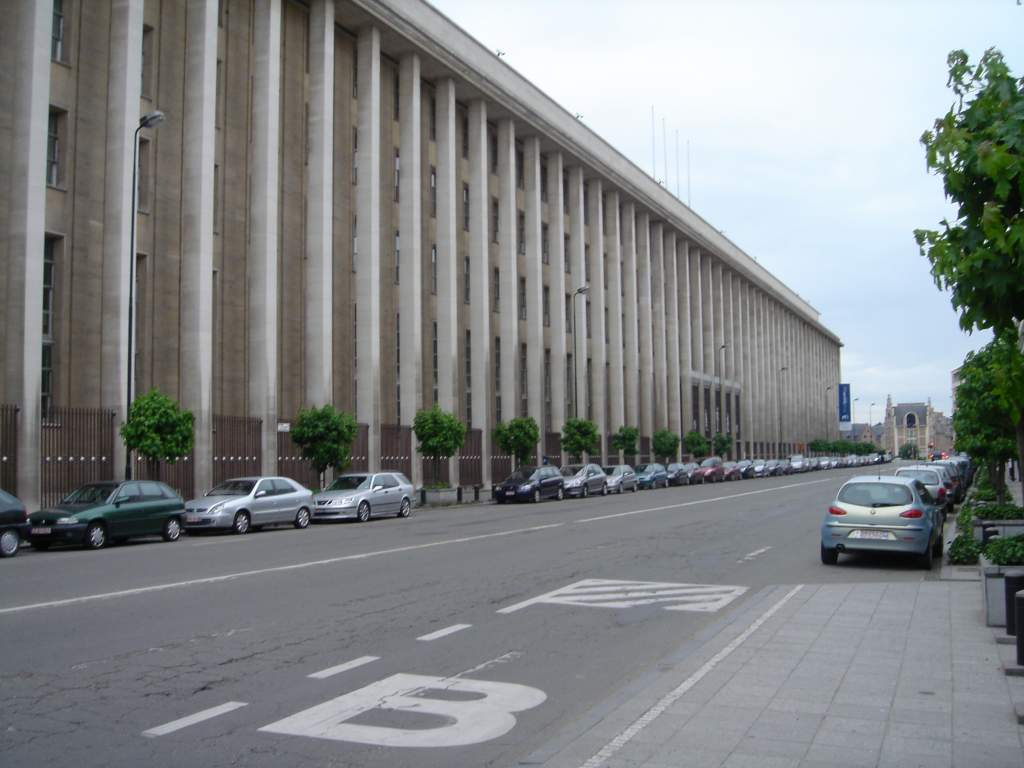
De Nationale Bank van België, zicht vanaf de De Berlaimontlaan

- Leon Van der Rest (1918-1923)
- Fernand Hautain (1923-1926)
- Louis Franck (1926-1937)
- Georges Janssen (1938-1941)
- Albert Goffin (1941)
- Georges Theunis (1941-1944)
- Maurice Frère (1944-1957)
- Hubert Ansiaux (1957-1971)
- Robert Vandeputte (1971-1975)
- Cecil de Strycker (1975-1982)
- Jean Godeaux (1982-1989)
- Alfons Verplaetse (1989-1999)
- Guy Quaden (1999-2011)
- Luc Coene (2011-2015)
- Jan Smets (2015-2018)
- Pierre Wunsch (2019-heden)

## De gebouwen van de Nationale Bank
De Nationale Bank van België was aanvankelijk gevestigd in een gehuurd herenhuis aan de Warmoesberg. Later kocht men een gebouw op de hoek van de nieuwe Koningsstraat en de Abrikozenstraat. Daarnaast opende de bank ook (24) afdelingen in belangrijke steden in heel België.
Toen de hoofdzetel te klein werd, kocht de Nationale Bank enkele gebouwen aan de Brusselse de Berlaimontlaan en de aanpalende Wildewoudstraat. Die werden gesloopt en onder leiding van Hendrik Beyaert en Wynand Janssens werd een nieuw kantoor gebouwd dat opgeleverd werd in 1865. In 1871 werd een eerste keer uitgebreid. Omstreeks 1900 kreeg het Beyaertgebouw een nieuwe vleugel. Eind jaren 1930 maakte Georges Janssen als gouverneur nieuwe bouwplannen en architect Marcel Van Goethem realiseerde in 1947-48 een volledig nieuw gebouw waarin tot vandaag de hoofdzetel van de NBB is gevestigd.
Het oude bankgebouw van Union du Credit aan de Brusselse Warmoesberg, ontworpen in 1872 door Désiré De Keyser, werd in 1979 aangekocht. Het beschermde gebouw werd na restauratie in 2010 de wetenschappelijke bibliotheek van de NBB en vanaf 2018 vond het nieuwe museum van de Nationale Bank er onderdak.
Naast haar hoofdzetel was de Bank ook jarenlang aanwezig in de voornaamste steden in de Belgische provincies met agentschappen. In Luik en Antwerpen hadden die gezien hun grootte en activiteitenportfolio het statuut van bijbank. Vanaf 2002 werd beslist om de activiteiten in de provincies af te bouwen. Eind 2018 werden de laatste twee landelijke vestigingen, in Luik en Kortrijk, afgeschaft.
In augustus 2020 sloot de drukkerij van de Nationale Bank in Brussel na 170 jaar definitief haar deuren. Als hommage aan de geschiedenis van de drukkerij en al haar werknemers, gaf de Bank een het boek “Diepe Indruk” uit en liet het een kunstzinnig herdenkingsbiljet ontwerpen.
Sinds 2025 worden de biljetten en het muntgeld verwerkt en opgeslagen in het cashcenter in Zellik.

## Museum

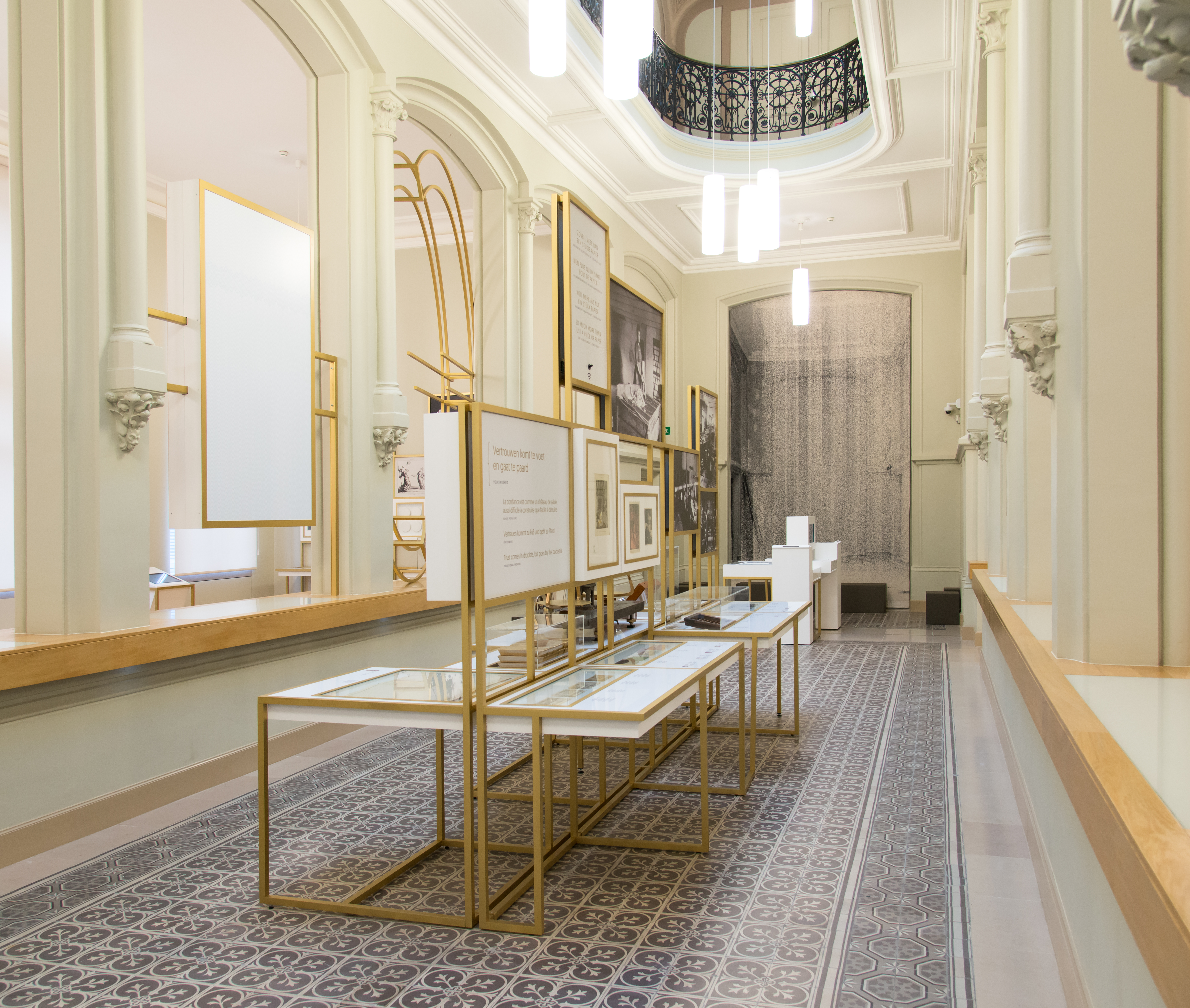
Het museum van de Nationale Bank van België, gevestigd op Warmoesberg 57, in het voormalige bankgebouw van de Union du Crédit de Bruxelles (UCB).

Het museum van de Nationale Bank van België is sinds 2018 ondergebracht in een gerestaureerd negentiende-eeuws bankgebouw aan de Warmoesberg. De permanente tentoonstelling is opgebouwd rond een historisch en economisch parcours en een depot waarin de vele gedaantes van geld aan bod komen. Er zijn interactieve bezoeken mogelijk met audiogids en groepen kunnen een gids reserveren. Een museumbezoek is gratis.